# Liste des maires de Mainvilliers (Eure-et-Loir)
Cet article dresse une liste par ordre de mandat des maires de Mainvilliers.

## Liste des maires
| Période                                  | Période         | Identité                          | Étiquette   | Qualité |
| ---------------------------------------- | --------------- | --------------------------------- | ----------- | --- |
| Les données manquantes sont à compléter. |                 |                                   |             | |
| 1791                                     | 1792            | Louis-François Perier-Mondonville |             | Notaire |
| 1792                                     | 1795            | Louis Delaperrière                |             | |
| 1795                                     | 1798            | Julien Dhonneur                   |             | |
| 1798                                     | 1807            | Jacques Broustard                 |             | |
| 1807                                     | 1837            | Jérôme Coudray                    |             | |
| 1837                                     | 1841            | Mathurin Binet                    |             | |
| 1841                                     | 1852            | Étienne-Mathurin Fouré            |             | |
| 1852                                     | 1875            | Paul-Mathurin Brochard            |             | |
| 1875                                     | 1876            | François Leroy                    |             | |
| 1876                                     | 1888            | Léon Fouré                        |             | |
| 1888                                     | 1916            | Pierre Chenais                    |             | |
| 1916                                     | 1925            | Toussin Velard                    |             | |
| 1925                                     | 1926            | Honoré Aubry                      |             | |
| 1926                                     | 1935            | François Quemeneur                |             | |
| 1935                                     | 1953            | Ferdinand Cabart                  |             | |
| 1953                                     | 1959            | Louise Olivier                    | SFIO        | |
| 1959                                     | Janvier 1979    | René Foucart,                     | PSU puis PS | Instituteur |
| Janvier 1979                             | Mars 2001       | Jean Charpentier                  | PS          | Conseiller général du canton de Mainvilliers (1982-1992) |
| Mars 2001                                | 3 Juillet 2020  | Jean-Jacques Châtel               | PS          | Professeur Premier secrétaire fédéral PS d'Eure-et-Loir Conseiller général du canton de Mainvilliers (1992-2004) Conseiller régional du Centre-Val de Loire 2010-2015 |
| 3 Juillet 2020 28 janvier 2022           | 22 octobre 2021 | Michèle Bonthoux                  | PS          | Infirmière |